# Louis Diage
Louis Diage (22 luglio 1905 – San Clemente, 9 ottobre 1979) è stato uno scenografo statunitense.
Ottenne tre volte la candidatura ai Premi Oscar nella categoria migliore scenografia: nel 1957, nel 1958 e nel 1959.

## Filmografia parziale
- Addio vent'anni (Over 21), regia di Charles Vidor - arredamenti (1945)
- Quarto grado (Tight Spot), regia di Phil Karlson (1955)
- La rivolta delle recluse (Women's Prison), regia di Lewis Seiler (1955)
- Una Cadillac tutta d'oro (The Solid Gold Cadillac), regia di Richard Quine (1957)
- Pal Joey, regia di George Sidney (1957)
- Una strega in paradiso (Bell, Book and Candle), regia di Richard Quine (1958)
- Il volto del fuggiasco (Face of a Fugitive), regia di Paul Wendkos (1959)
- Noi due sconosciuti (Strangers When We Meet), regia di Richard Quine (1960)
- Il diavolo alle 4 (The Devil at 4 O'Clock), regia di Mervyn LeRoy (1961)
- L'affittacamere (The Notorious Landlady), regia di Richard Quine (1962)